# Katharina Richter
Katharina Richter (* im 20. Jahrhundert in Berlin) ist eine deutsche Opern- und Konzertsängerin in der Stimmlage Koloratursopran und Gesangspädagogin. Seit 1996 ist sie mit dem Pianisten und Komponisten Rudolf Gäbler verheiratet. Sie treten zusammen als musica e parole mit unterschiedlichen Programmen auf.

## Leben
Katharina Richter studierte Gesang an der Universität der Künste Berlin. Nach dem Studium war sie zunächst am Theater Oberhausen engagiert, wo sie in Der Zigeunerbaron, Im weißen Rößl, Evita und La Périchole mitspielte. Anschließend ging sie mit auf Solotournee.
Von 1988 bis 1990 hatte sie ein Stipendium an der Deutschen Oper Berlin, wo sie als Barbarina in Figaros Hochzeit debütierte. Von 1990 bis 1994 war sie am Landestheater Dessau als Gast engagiert. An der Deutschen Oper hatte sie außerdem 1993 und 1995 ein Soloprogramm. 1996 gründete sie zusammen mit ihrem Ehemann Rudolf Gäbler das Duo musica e parole, mit dem sie regelmäßig auf Tournee geht. Zusammen treten sie außerdem als musikalisches Kabarett Der Durchbruch auf.
1994 trat sie beim Classic Open Air Festival in Berlin und Freiburg auf. Sie spielte ein Jahr später unter anderem in der Carmina Burana in Kairo, der Zitadelle Spandau und im Schauspielhaus Berlin. Außerdem war sie beim Silversterkonzert der Berliner Philharmoniker als Solistin vertreten.
1996 trat sie 35-mal in In bester Gesellschaft auf. 1997 war sie 42 mal die Solara im Musical Space Dream, das im Flughafen Tempelhof aufgeführt wurde. Für den WDR trat sie in Die lustige Witwe auf. 1998 und 1999 ging sie auf Operettentournee.
2000 und 2002 war sie Ottilie in Im weißen Rößl, dazwischen spielte sie 2001 in Seh’n se, das ist Berlin (Günter Neumann-Revue) im Friedrichstadtpalast. Es folgten weitere Engagements im Theater Brandenburg, wo sie 2004 und 2005 im Der Schauspieldirektor und Prima la musica e poi le parole auftrat.